# Roberto I de Harcourt
Roberto I de Harcourt también Roberto el Fuerte (c. 1034-1100) fue un noble normando de Harcourt, Normandía. Señor de Cailleville, Beauficel, Bourgthéroulde y de Boissey. Acompañó a Guillermo II de Normandía en su conquista de Inglaterra. Heredó las propiedades de su hermano Errand de Harcourt tras su muerte sin descendencia en 1078. Todos los señores de Harcourt, en Francia e Inglaterra, son descendientes suyos.  Era hijo de Anquetil de Harcourt y de Ève de Boissey (c. 1008-1080).
Construyó el castillo de Harcourt en 1100, probablemente con la recompensa en metálico que recibió de Guillermo por su participación en la batalla de Hastings, en lugar de adquisiciones territoriales.

## Herencia
Se casó con Colette d'Argouges (c. 1039-1126). Fruto de esa relación nacieron ocho hijos:
- Guillermo de Harcourt, señor de Harcourt. Partidario del rey Enrique I de Inglaterra, le apoyó contra su hermano Roberto Curthose (Courteheuse) y le prestó un destacado servicio. También comandó las tropas que derrotaron al conde de Meulan en Normandía en 1124. Por este motivo, fue recompensado con grandes propiedades en Inglaterra. Su hijo Ivo [Yves] de Harcourt, fue el primer referente de la rama familiar Harcourt en Inglaterra;[5]
- Ricardo de Harcourt, señor de Renneville. Caballero templario, fundador de la Encomienda de Saint-Étienne-de-Renneville (c. 1150);[6]
- Philippe d'Harcourt (m. 1163), canciller de Inglaterra, obispo de Bayeux y Salisbury;
- Enrique [Henri] de Harcourt, señor de Boissey-le-Châtel;
- Baudouin [Baldwin] de Harcourt, señor de Cailleville;
- Errand II de Harcourt, señor de Beauficel;
- Raúl de Harcourt, señor de Willes en Inglaterra;
- Gracia de Harcourt, esposa de Robert de Moulins.